# توماس خیمنز
توماس خیمنز (انگلیسی: Tomás Jiménez؛ زادهٔ ۱۱ مهٔ ۱۹۷۹) بازیکن فوتبال اهل اسپانیا است.
از باشگاه‌هایی که در آن بازی کرده‌است می‌توان به باشگاه فوتبال زامورا اشاره کرد.